# Attycyzm
Attycyzm – odmiana stylu retorycznego, powstała w retoryce greckiej w I w. p.n.e. jako reakcja na ozdobność i niezwykłość form językowych (reprezentowane m.in. przez sofistów i tzw. azjanizm), którym przeciwstawiała ideał powagi, prostoty i jasności. Polegał na jednoznacznym i zarazem prostym wyrażaniu myśli i propagował powrót do ideałów starożytnych mówców z Attyki. Pierwszym teoretykiem attycyzmu był Cecyliusz z Kaleakte.